# Bliszczyce
Bliszczyce (cz. Bližčice albo Blížčice, czasami "Blýžvice", niem. Bleischwitz) – wieś w Polsce położona w województwie opolskim, w powiecie głubczyckim, w gminie Branice, w południowo-wschodniej części Gór Opawskich, nad rzeką Opawą.

## Geografia
Miejscowość znajduje się w Obszarze Chronionego Krajobrazu Rejon Mokre – Lewice. Leży na terenie Nadleśnictwa Prudnik (obręb Prudnik).
W kierunku miejscowości Ciermięcice znajduje się wzniesienie Barania Kopa (też Ciermięcicka Góra, tzw. Czeska Górka lub Czeska Góra, cz. Obecní kopec, niem. Gemeinde Berg) o wysokości 411,3 m n.p.m. Barania Kopa jest na szlaku turystycznym im. Bronisława Juzwiszyna. W latach 1742–1959 przez jej szczyt przebiegała granica państwa, a od 1959 cała należy do Polski. W latach 80. i 90. znajdował się tutaj wyciąg orczykowy o długości 300 metrów.

## Nazwa
W alfabetycznym spisie miejscowości na terenie Śląska wydanym w 1830 roku we Wrocławiu przez Johanna Knie miejscowość występuje pod polską nazwą Bliesczic oraz nazwą zgermanizowaną Bleischwitz. Obecną nazwę wsi zatwierdzono administracyjnie 12 listopada 1946.

## Historia
Do głosowania podczas plebiscytu na Górnym Śląsku uprawnione były w Bliszczycach 1044 osoby, z czego 762, ok. 73,0%, stanowili mieszkańcy (w tym 721, ok. 69,1% całości, mieszkańcy urodzeni w miejscowości). Oddano 1041 głosów (ok. 99,7% uprawnionych), w tym 1041 (100%) ważnych; za Niemcami głosowało 1041 osób (100%), a za Polską 0 osób (0,0%).
W latach 1945–1989 stacjonowała w Bliszczycach strażnica Wojsk Ochrony Pogranicza. W 1992 roku strażnica została odtworzona przez Straż Graniczną i funkcjonowała do 1997 roku, kiedy to została przeniesiona do miejscowości Branice i w 1998 roku rozformowana.

## Zabytki
Do wojewódzkiego rejestru zabytków wpisany jest:
- kościół par. pw. św. Katarzyny, z k. XVII w., 1672 r., 1906 r.

## Osoby związane z Bliszczycami
- Joseph Kalter (1780-1834) – urodził się w Bliszczycach, malarz,
- Alfons Tracki (1896–1946) – urodził się w Bliszczycach, albański ksiądz katolicki pochodzenia polsko-niemieckiego.